# Cantón de Marcoing
El cantón de Marcoing era una división administrativa francesa, que estaba situada en el departamento de Norte y la región de Norte-Paso de Calais.

## Composición
El cantón estaba formado por veintiuna comunas:
- Anneux
- Banteux
- Bantouzelle
- Boursies
- Cantaing-sur-Escaut
- Crèvecœur-sur-l'Escaut
- Doignies
- Flesquières
- Gonnelieu
- Gouzeaucourt
- Honnecourt-sur-Escaut
- Lesdain
- Les Rues-des-Vignes
- Marcoing
- Masnières
- Mœuvres
- Noyelles-sur-Escaut
- Ribecourt-la-Tour
- Rumilly-en-Cambrésis
- Villers-Guislain
- Villers-Plouich

## Supresión del cantón de Marcoing
En aplicación del Decreto nº 2014-167 de 17 de febrero de 2014, el cantón de Marcoing fue suprimido el 22 de marzo de 2015 y sus 21 comunas pasaron a formar parte diecisiete del nuevo cantón de Le Cateau-Cambrésis y cuatro del nuevo cantón de Cambrai.